# Sierra Kay
Sierra Kay Kusterbeck (São Petersburgo, 18 de dezembro de 1990), conhecida como Sierra Kay, é uma cantora norte-americana, notável por ser desde 2007 a vocalista da banda VersaEmerge.

## Biografia
Kusterbeck nasceu em 18 de dezembro de 1990, em St. Petersburg, na Flórida. Ela começou a tomar aulas de canto no terceiro grau, estudou na PCCA Gibbs High School e se formou em teatro musical, até que ela deixou para prosseguir a sua carreira com o VersaEmerge.
Entre 2011 e 2012, foi rosto de uma linha de sapatos para a empresa Payless, Brash.

## Carreira musical

### 2007-2013: VersaEmerge
Serra conheceu a banda através do MySpace e decidiu fazer um teste para vocalista enviando um cover da musica "The Blank Static Screen". Alguns pensaram que Kusterbeck mentiu sobre sua idade dizendo que ela tinha 18 anos, quando tinha na verdade, 16, para que pudesse ter uma audição. No entanto, ela mais tarde esclareceu o mal-entendido e explicou que era uma confusão, ela iria completar 17 na semana seguinte da audiência, e disse  a Blake Harnage no telefone: "Eu tenho 17, meu aniversário é em uma semana". Isto foi interpretado no sentido de que desde que eu tinha 17 anos, e estava prestes a completar 18 anos.
Em maio de 2008, lançaram o EP Perceptions. Em dezembro do mesmo ano, VersaEmerge assinou com a Fueled by Ramen e começaram a escrever e gravar seu primeiro EP homônimo com o produtor James Paul Wisner, além de Jerry Pierce na guitarra rítmica. VersaEmerge foi lançado em fevereiro de 2009. Mais tarde naquele ano, o baterista Anthony Martone e Pierce deixaram a banda. O álbum de estréia da VersaEmerge, Fixed at Zero, foi lançado em julho 2010, com críticas positivas. Em 2011, o baixista Devin Ingelido anunciou sua saída da banda.
Em 2012, como um duo VersaEmerge anunciou que um segundo álbum de estúdio estava em produção. Uma prévia foi lançada em julho de 2012, intitulado Another Atmosphere Preview. O álbum iria ser lançado em 14 de outubro 2012, no entanto, a banda lançou o álbum no principio de 2013. em 16 de outubro de 2013, depois do desligamento da gravadora Fueled by Ramen, eles lançaram o vídeo da música "No Consequences", e afirmaram que este seria o último trabalho com o nome "VersaEmerge".

### 2013-presente: VERSA
Em novembro de 2013, Versa anunciou que um novo EP intitulado Neon seria lançado em 14 de janeiro de 2014, A EP inclui canções não lançadas do álbum Another Atmosphere, juntamente com o primeiro single como Versa, "Neon".

## Discografia

### Com VersaEmerge
- 2010: Fixed At Zero

### Como solista
Colaborações simples
| Ano  | Título                           | Posição | Posição | Álbum                 |
| Ano  | Título                           | RU      | RU      | Álbum                 |
| ---- | -------------------------------- | ------- | ------- | --------------------- |
| 2011 | «Avalon» (de Professor Green)    | 95      | 29      | At Your Inconvenience |
| 2013 | «West Coast» (de Brown & Gammon) | —       | —       | West Coast            |

Colaborações em canções
| Ano  | Artista           | Canção                     | Álbum       |
| ---- | ----------------- | -------------------------- | ----------- |
| 2009 | A Day to Remember | «If It Means a Lot To You» | Homesick    |
| 2010 | Anarbor           | «Contagious»               | The Mixtape |